# Кызыл-Кыргызстан (Джалал-Абад)
Кызыл-Кыргызстан (кирг. Кызыл-Кыргызстан) — село в Джалал-Абадской области Кыргызстана. Административно подчинено администрации города Джалал-Абад.

## География
Село расположено в юго-восточной части области, на левом берегу реки Кёгарт, на расстоянии приблизительно 4 километров (по прямой) к северу от города Джалал-Абад. Абсолютная высота — 859 метров над уровнем моря.

## Население
Согласно оценочным данным Национального статистического комитета Кыргызской Республики, численность населения села на начало 2023 года составляла 1232 человека.
| год     | 2009 | 2014 | 2015 | 2020 | 2021 | 2023 |
| ------- | ---- | ---- | ---- | ---- | ---- | ---- |
| человек | 850  | 964  | 981  | 1027 | 1087 | 1232 |